# Indijk (dorp)
Indijk (Fries: Yndyk) is een dorp annex gehucht in de gemeente Súdwest-Fryslân, in de Nederlandse provincie Friesland. Indijk ligt direct ten noordwesten Woudsend aan het Heegermeer en bestaat uit verspreide bebouwing. Aan de Woudsenderrakken ligt een vakantiepark, welke de bebouwde kom van Indijk vormt. Op het park kan zowel permanent als recreatief worden verbleven.
In 2023 telde het dorp 115 inwoners. Het buitengebied van Indijk ten noorden van de Woudsenderrakken loopt tot aan het Johan Frisokanaal en de Nauwe Wijmerts. 

## Geschiedenis
Het dorp Indijk is in de middeleeuwen ontstaan binnen een dijk, waarop de plaatsnaam op duidt. In 1449 werd de plaats vermeld als Indyck, in 1579 als Indijck, in de 17e eeuw in het Fries als Aendye, daarna duikt in de 18e eeuw de naam Indyk op en vanaf de 19e eeuw Indijk.
Tot 2011 lag Indijk in de voormalige gemeente Wymbritseradeel.

## Klokkenstoel

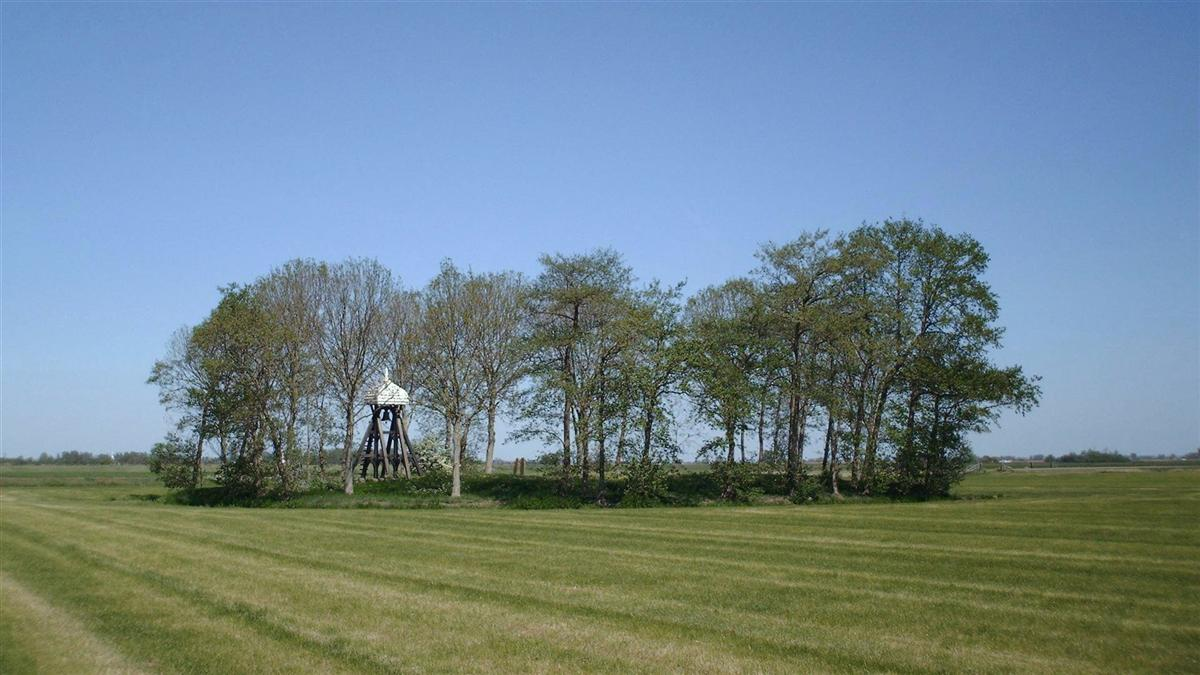
De Klokkenstoel van Indijk

In het dorp staat staat een van de klokkenstoelen in Friesland. De kerk van het dorp stond op een verhoging maar werd in de 17e of 18e eeuw afgebroken. In de plaats daarvan kwam er Klokkenstoel. Deze stond er al in 1720. De huidige klokkenstoel is echter van een latere datum.
Dit komt omdat in het voege voorjaar in 1949 een zware storm de klokkenstoel vernielde. In eerste instantie werd besloten de klokkenstoel niet te herbouwen. In de jaren 70 van de twintigste eeuw kwam er een actie van de bewoners die weer een klokkenstoel wilde hebben in het dorp. Er werd een klokkenstoel gekocht van een bedrijf uit Winterswijk. Deze had diens klokkenstoel gebruikt op een bouwbeurs. De klokkenstoel werd ingewijd in 1978.
In de klokkenstoel zit een 14e-eeuwse klok, deze hing ook in de oorspronkelijke klokkenstoel. De gemeente had deze bewaard in de gemeentewerf. De klokkenstoel is ondanks diens jonge leeftijd het enige rijksmonument van Indijk, waarschijnlijk vanwege de oude klok.

## Straatnaam
Een opvallende feit is dat de hoofdstraat van het dorp geen straatnaam heeft. De huizen aan de hoofdweg hebben als adres Nummer en dan het huisnummer.

## Overleden in Indijk
- Ruurd Klazes Okma (1839-1915), veehouder en politicus

Steden: Bolsward · Hindeloopen · IJlst · Sneek · Stavoren · Workum

Dorpen en gehuchten: Abbega · Allingawier · Arum · Blauwhuis · Bozum · Breezanddijk · Britswerd · Burgwerd · Cornwerd · Dedgum · Deersum · Edens · Exmorra · Ferwoude · Folsgare · Gaast · Gaastmeer · Gauw · Goënga · Greonterp · Hartwerd · Heeg · Hemelum · Hennaard · Hichtum · Hidaard · Hieslum · Hommerts · Idsegahuizum · IJsbrechtum · Indijk · It Heidenskip · Itens · Jutrijp · Kimswerd · Kornwerderzand · Koudum · Kubaard · Loënga · Lollum · Longerhouw · Lutkewierum · Makkum · Molkwerum · Nijhuizum · Nijland · Offingawier · Oosterend · Oosterwierum · Oosthem · Oppenhuizen · Oudega · Parrega · Piaam · Pingjum · Poppingawier · Rauwerd · Rien · Roodhuis · Sandfirden · Scharl · Scharnegoutum · Schettens · Schraard · Sijbrandaburen · Terzool · Tirns · Tjalhuizum · Tjerkwerd · Uitwellingerga · Waaxens · Warns · Westhem · Wieuwerd · Witmarsum · Wolsum · Wommels · Wons · Woudsend · Zurich

Buurtschappen: Abbegaasterketting · Anneburen · Arkum · Atzeburen · Baarderburen · Baburen · Bernsterburen · De Bieren · De Blokken · De Hel · De Grits · De Kat · De Klieuw · De Polle · De Wieren · Dijksterburen · Doniaburen · Draaisterhuizen · Driehuizen · Eemswoude · Engwerd · Engwier · Exmorrazijl · Feyteburen · Flansum · Galamadammen · Gooium · Grauwe Kat · Grote Wiske · Grotewierum · Harkezijl · Hayum · Hemert · Hidaarderzijl · Hoekens · Hornsterburen · Idzega · Idserdaburen · Indijk (Bozum) · Jet · Jonkershuizen · Jousterp · Jouswerd · Kampen · Kleine Gaastmeer · Kleine Wiske · Kleiterp · Kooihuizen · Koufurderrige  · Kromwal · Koudehuizum · Laaxum · Laad en Zaad · Lippenwoude · Lytshuizen · Makkum (Bozum) · Meilahuizen · Montsamaburen · Nijeburen · Nijeklooster · Nijezijl · Oosthem (Witmarsum) · Osingahuizen · Piekezijl · Remswerd · Rijtseterp · Scharneburen · Schrok · Sieswerd · Sjungadijk · Smallebrugge · Sotterum · Speers  · Strand · Swaanwerd · Swarte Beien · Tsjerkebuorren · Vierhuizen · Viersprong · Vijfhuis · Vissersburen  · Het Vliet· Westerlittens · Wolsumerketting · Wonneburen · Ypecolsga

 Voormalige buurtschappen: Aaksens · Angterp · De Band · Barsum · De Bird · Bittens · Bloemkamp · Bootland · Bovenburen · Doniawier · Goëngamieden · Hiddum · Houw · Knossens · De Nes · Ottenburen · Sandfirderrijp · Slijp · Spijk · De Weeren 

Friesland: Steden en dorpen      Nederland: Provincies · Gemeenten